# I Want to Be Your Man
I Want to Be Your Man ist ein Lied von Roger Troutman aus dem Jahr 1987, das von ihm und Larry Troutman geschrieben wurde. Es erschien auf dem Album Unlimited! und wurde von Roger Troutman selbst produziert.

## Geschichte
Roger Troutman stellte in I Want to Be Your Man das Thema Liebesbeziehungen in den Mittelpunkt. „Männer haben Probleme, sich zu binden und Frauen wollen, dass wir uns binden“ erklärte er den Reportern Adam White und Fred Bronson. „Frauen wollen, dass wir zugeben, ihnen treu zu sein.“ Troutman nahm diese Idee auf und begann mit Arbeit an einem Track, der dem Stil von Computer Love seiner Band Zapp aus dem Jahr 1986 ähnelte. „Ich spielte in Dallas und Larry (Troutmans Bruder) flog raus. Wir saßen eines Tages im Hotelzimmer und schrieben den Song. Ich sprach mit ihm darüber, was ich ihm sagen wollte und eines führte zum anderen. Wir kamen zurück und nahmen das Lied auf.“
I Want to Be Your Man ist eine von Roger Troutman gesungene Ballade, in der auch ein Vocoder zum Einsatz kommt. Laut Troutman hatte er seine menschliche Stimme zuvor nicht mit einer Talkbox gemischt und die Gesangsaufnahmen gestalteten sich als mühsam, da er auf dem Vocoder nur eine Note auf einmal halten konnte. Um sechsstimmige Harmonien hinzubekommen, sprach er den Text. Als er eine Melodielinie spielte, spulte er dann das Band zurück und wiederholte den Vorgang für den harmonisierenden Teil, während er mit dem zuvor Aufgenommenen spielte. Nachdem er mit dem Schichten der Spuren fertig war, musste er alles verwerfen und von vorne beginnen, weil ihm das Ergebnis nicht gefiel. Larry Troutman empfahl Nicole Cottom, einer Freundin seiner Tochter, den Backgroundgesang beizusteuern. Roger Troutman erinnerte sich, dass sie eines Tages im Studio war bei den Gesangsaufnahmen: „Es gab eine Stelle im Song, an der ein Loch war und ich bat sie, es zu füllen. Es war so gut, dass es nicht nötig war, es herauszunehmen.“
Troutman mochte I Want to Be Your Man als es fertig war nicht und räumte dem Song Potenzial als Albenfüller ein. Führungskräfte des Labels Warner Bros. Records liebten jedoch den Song. Labelpräsident Lenny Waronker und der Vorsitzende Mo Ostin wollten das Tochterlabel Reprise Records, das mehrere Jahre inaktiv war, neu beleben und sagten Roger Troutman, dass das die perfekte Comeback-Nummer ist. Zuerst zögerte Troutman wegen der Vertrautheit mit dem alten Label, aber als er erfuhr, dass die Werbefachleute aus der R&B-Promotion mit übernommen werden, stimmte er zu.
Die Veröffentlichung war am 15. September 1987. Anfangs wurde das Lied in Radiostationen in Kalifornien, Sacramento und der San Francisco Bay Area sowie in den Südstaaten ausgestrahlt. In der Billboard vom 26. September 1987 wurde Troutmans Single als „eine schwüle Ballade, die genauso gut von der Band Zapp stammen könnte“ bezeichnet. In einer zeitgleich erschienenen Rezension über das Album Unlimited! schrieb Conny Johnson von der Los Angeles Times über das Lied: „Es ist schwer zu widerstehen, wenn Troutman mit träger, schüchterner Aufrichtigkeit durch die Talkbox singt.“ Der Musikkritiker Bruce Pollock listete die Ballade 2005 in seinem Buch Rock Song Index: The 7500 Most Important Songs for the Rock and Roll Era.
In der Episode Chris hasst die kalte Schulter aus Alle hassen Chris konnte man den Song hören. Ebenso fand er auch in den Filmen Pootie Tang und Soul Kitchen seine Verwendung.

## Musikvideo
Im Musikvideo bietet Roger Troutman das Lied in unterschiedlichen Anzügen dar: Mal in einem dunklen Anzug und mal in einem Weißen mit passendem Hut. Dabei wird er auch von einer Frau begleitet.

## Coverversionen
- 1998: Young Deenay
- 2004: Cam’ron (Hey Lady)
- 2010: Charlie Wilson feat. Fantasia Barrino